# Stuart McCall
Andrew Stuart Murray McCall (nascut el 10 de juny de 1964) és un entrenador de futbol professional i exfutbolista anglès. És entrenador assistent al Sheffield United.
McCall va jugar en un total de 763 partits de lliga i en 40 partits internacionals complets per la selecció escocesa durant la seva carrera de jugador.
McCall va començar la seva carrera amb el Bradford City, i va debutar amb el primer equip el 1982. Va jugar sis temporades a Valley Parade, temps durant les quals va guanyar el campionat de la tercera divisió anglesa, un títol que va quedar eclipsat per l'incendi de l'estadi de Bradford City en què van man morir 56 persones i en què el seu pare Andy va resultar ferit. Després de no aconseguir l'ascens l'any 1987–88, McCall es va traslladar a l'Everton, per a qui va marcar dos gols però va acabar perdent la final de la FA Cup de 1989. El 1991 es va traslladar als Rangers, amb els quals va passar set temporades i va guanyar cinc títols de lliga, tres copes escoceses i dues copes de la lliga escoceses. McCall va tornar a Bradford City com a capità per portar-los a la màxima divisió del futbol anglès per primera vegada en 77 anys. Després de quatre temporades es va traslladar al Sheffield United, on es va retirar com a jugador el 2005.
Nascut i criat a Anglaterra, McCall va jugar amb la selecció d'Escòcia mercès al fet que el seu pare era escocès. Va disputar-hi 40 partits internacionals i va marcar un gol a la Copa del Món de la FIFA de 1990 a Itàlia. També va jugar en dos campionats d'Europa, però la seva carrera internacional va acabar després de quedar-se fora de la selecció de la Copa del Món de 1998.
McCall va formar part del cos tècnic durant el seu segon període al Bradford City, servint breument com a entrenador-jugador interí l'any 2000. Va continuar entrenant el Sheffield United FC i va ser entrenador assistent de Neil Warnock fins al maig de 2007, quan va tornar a Bradford City com a entrenador. Va passar dues temporades i mitja a càrrec del Bradford City, i va marxar el febrer de 2010. Poc abans de finals de 2010, va ser nomenat entrenador del Motherwell. Es va quedar a Fir Park durant quatre anys, ajudant el club a acabar segon de la lliga dues vegades. Després d'un mal començament de la temporada 2014-15, va dimitir el novembre de 2014. McCall va ser nomenat entrenador dels Rangers el març de 2015, però va deixar el club al final d'un contracte a curt termini.
McCall va tornar a Bradford City per a un segon període com a gerent el juny de 2016. L'equip va arribar a la final del play-off en la seva primera temporada, però aquesta es va perdre i va ser acomiadat el febrer del 2018. Després d'un breu període amb Scunthorpe United, McCall va ser nomenat entrenador de Bradford per tercera vegada el febrer de 2020.